# Непальско-японские отношения
Непальско-японские отношения — двусторонние дипломатические отношения между Непалом и Японией. Государства являются членами Организации Объединённых Наций и Всемирной торговой организации.

## История
Кавагути Экай был первым японцем, посетившим Непал в 1899 году с целью изучения тибетского буддизма. После чего он ещё раз посещал Непал в 1903, 1905 и 1913 годах. Он предложил провести непальскому премьер-министру ряд реформ в качестве доброй воли в 1905 году. В 1902 году правительство Непала отправило восемь непальских студентов в Японию для изучения полезных ископаемых, механики, горнодобывающей технологии и сельского хозяйства. Проучившись три года, они вернулись в Непал, привезя с собой новые растения, как память о своём путешествии.
Страны выступили как союзники в Первой мировой войне, поддержав Великобританию в войне с Германией. Но во Второй мировой войне страны были врагами, их основные сражения были во время Бирманской кампании. 
Дипломатические отношения между странами были установлены 28 сентября 1956 года. В 2007 году Япония направила в Непал Силы самообороны в рамках миссии Организации Объединённых Наций по оказанию помощи при исполнении пунктов мирного соглашения.

## Торговля
Большая часть помощи Непалу оказывается в сотрудничестве с Азиатским банком развития. Япония является одним из крупнейших доноров помощи Непалу. По состоянию на май 2009 года Япония предоставила Непалу следующую финансовую помощь: кредиты на сумму 58,4 млрд иен, гранты на сумму 13,6 млрд иен, техническое сотрудничество на сумму 42,6 млрд иен.
В 2001 году Япония предложила предоставить кредит в размере до 5 494 миллионов иен на строительство водоочистной станции Маханкал-Меламчи в Катманду. В 2004 году Япония предоставила Непалу ссуду в размере 160 миллионов долларов США (50 % от общей иностранной помощи) для крупнейшего гидроэнергетического проекта Непала на реке Гандак. В 2004 году Япония согласилась списать Непалу сумму кредита в размере около 200 миллионов долларов США, который использовался для финансирования проектов развития, которые должны были быть направлены на программы борьбы с бедностью. В 2007 году в сотрудничестве с Азиатским банком развития и правительством Нидерландов Япония выделила 600 000 долларов США на развитие сектора водоснабжения и санитарии в небольших городах Непала. В 2008 году Япония выделила 750 000 долларов США на оказание Непалу помощи в подготовке проекта по повышению качества авиатранспортных услуг.

## Дипломатические представительства
- Непал имеет посольство в Токио[12].
- Япония содержит посольство в Катманду[13].